# ريتشارد سميث (لاعب كرة قدم)
ريتشارد سميث (بالإسبانية: Richard Smith)‏ (29 ديسمبر 1967 في كوستاريكا - ) هو مدرب كرة قدم ولاعب كرة قدم كوستاريكي في مركز الوسط. شارك مع منتخب كوستاريكا لكرة القدم. أما مع النوادي، فقد لعب مع ميونيسيبال ونادي ألاجولينسي وAntigua GFC ‏ وA.D. Carmelita ‏ وسانتوس دي جوابيلز ‏ والرابطة الرياضية في ليمون.

## وصلات خارجية
- ريتشارد سميث على موقع قاعدة بيانات كرة القدم.إي يو (الإنجليزية)
- ريتشارد سميث على موقع قاعدة بيانات كرة القدم.إي يو (الإنجليزية)
- ريتشارد سميث على موقع ناشيونال فوتبول تيمز (الإنجليزية)